# Коджола
Коджола (італ. Coggiola, п'єм. Cògiola) — муніципалітет в Італії, у регіоні П'ємонт,  провінція Б'єлла.
Коджола розташована на відстані близько 550 км на північний захід від Рима, 80 км на північний схід від Турина, 17 км на північний схід від Б'єлли.
Населення — 1903 особи (2014).
Щорічний фестиваль відбувається 23 квітня. Покровитель — святий Юрій.

## Демографія
Населення за роками:

Станом на 1 січня 2023 року в муніципалітеті офіційно проживало 76 іноземців з 16 країн, серед них 10 громадян країн Євросоюзу та 22 громадяни України.

## Сусідні муніципалітети
- Аїлоке
- Каприле
- Портула
- Прай